# Hrabstwo Scott (Missisipi)
Hrabstwo Scott (ang. Scott County) – hrabstwo w stanie Missisipi w Stanach Zjednoczonych. Obszar całkowity hrabstwa obejmuje powierzchnię 610,38 mil² (1580,88 km²). Według szacunków United States Census Bureau w roku 2009 miało 29 341 mieszkańców.
Hrabstwo powstało w 1833 roku.

## Miejscowości
- Hillsboro (CDP)
- Forest
- Lake
- Morton[4]

| Populacja hrabstwa w poprzednich latach | Populacja hrabstwa w poprzednich latach |
| Rok                                     | Liczba ludności                         |
| --------------------------------------- | --------------------------------------- |
| 1980                                    | 24 466                                  |
| 1990                                    | 24 137                                  |
| 2000                                    | 28 423                                  |
| 2005                                    | 28 739                                  |